# Панчбоул (кратер)
Кратер Панчбоул — згаслий вулканічний туфовий конус, розташований у Гонолулу, Гаваї. Тут знаходиться Національне меморіальне кладовище Тихого океану.
Кратер утворився приблизно 75-100 тис. років тому під час вторинної активності вулканічної серії Гонолулу. Кратер сформувався у результаті викиду лави через тріщини у старих коралових рифах, які в той час простягалися до підніжжя гірського хребта Кулау. Вулкан, швидше за все, є моногенетичним вулканом, тобто вивергався лише один раз.
Хоча існують різні переклади гавайської назви Панчбоул, «Pūowaina», найпоширенішим є «Пагорб жертви». Цей переклад тісно пов'язаний з історією кратера. Перше відоме його використання було як вівтар, де жителі Гаваїв приносили людські жертви своїм богам і вбивали порушників багатьох табу. Пізніше, під час правління Камегамеги Великого, на краю кратера була встановлена батарея з двох гармат, щоб вітати видатних мандрівників і відзначати важливі події. На початку 1880-х років земля на схилах Панчбоула була відкрита для заселення, а в 1930-х роках кратер використовувався як стрільбище для Гавайської національної гвардії. Під час японської атаки 7 грудня 1941 року стріляли з розташованих у кратері зенітних установок. Ближче до кінця Другої світової війни через край кратера були прориті тунелі для розміщення берегових батарей для охорони гавані Гонолулу та південного краю Перл-Гарбора.
Наприкінці 1890-х років комітет рекомендував, щоб Панчбоул став місцем для нового кладовища для Гонолулу. Цю ідею було відкинуто через побоювання забруднити водопостачання та через емоційну огиду до створення міста мертвих над містом живих. Через 50 років Конгрес дозволив невеликі асигнування на створення національного кладовища в Гонолулу з двома умовами: місце розташування буде прийнятним для військового міністерства та місце буде подарованим, а не придбаним. У 1943 році губернатор Гаваїв запропонував Панчбоул для національного кладовища. Проте асигнування в розмірі 50 000 доларів виявилося недостатнім, і проєкт було відкладено до закінчення Другої світової війни. До 1947 року Конгрес і ветеранські організації чинили великий тиск на військових, щоб знайти місце постійного поховання на Гаваях для тисяч  загиблих військовослужбовців у Другій світовій війні на острові Гуам. Згодом армія знову почала планувати кладовище Панчбоул ; у лютому 1948 року Конгрес схвалив фінансування, і будівництво почалося.

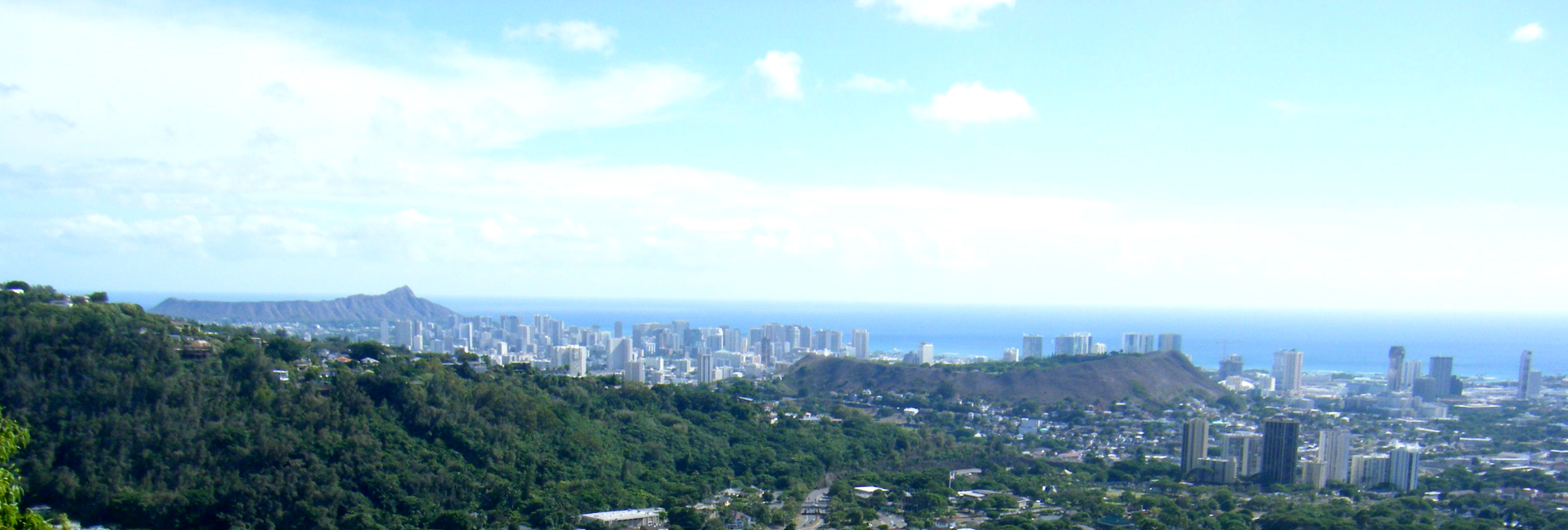
Даймонд-Гед, кратер Панчбоул і Гонолулу з парку На Пуео

## Галерея

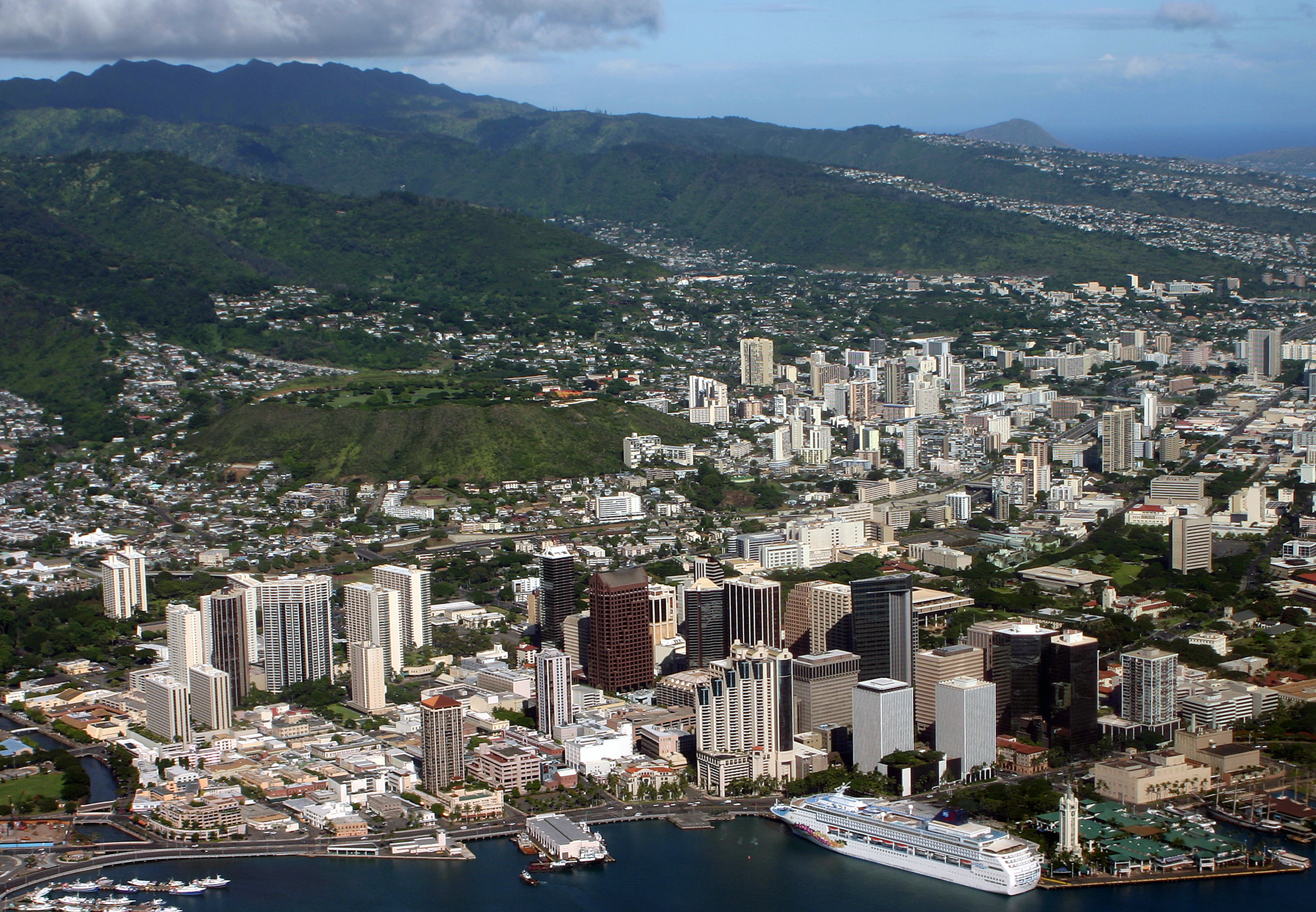
Кратер Панчбоул (центр ліворуч)
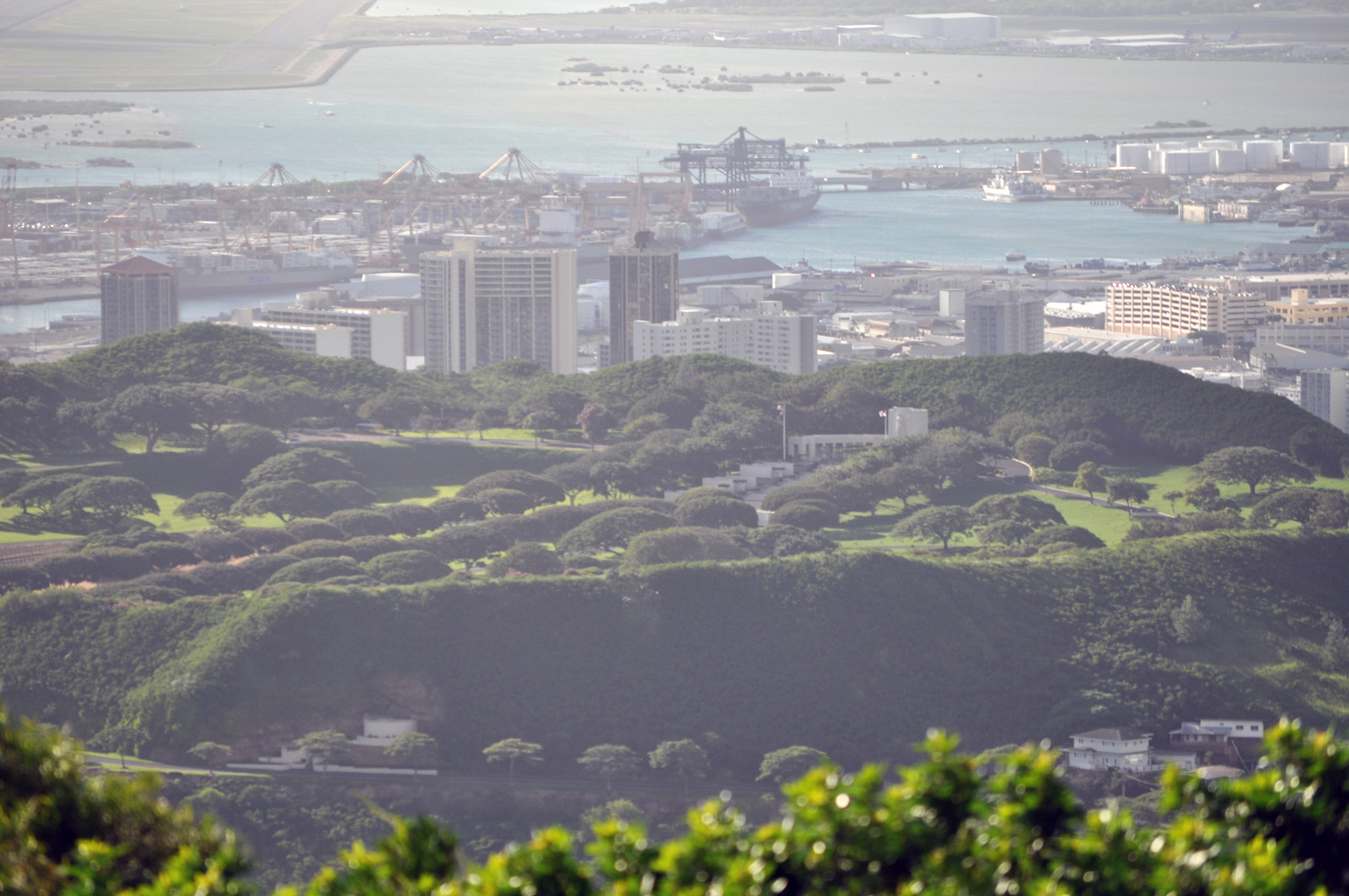
Кратер Панчбоул
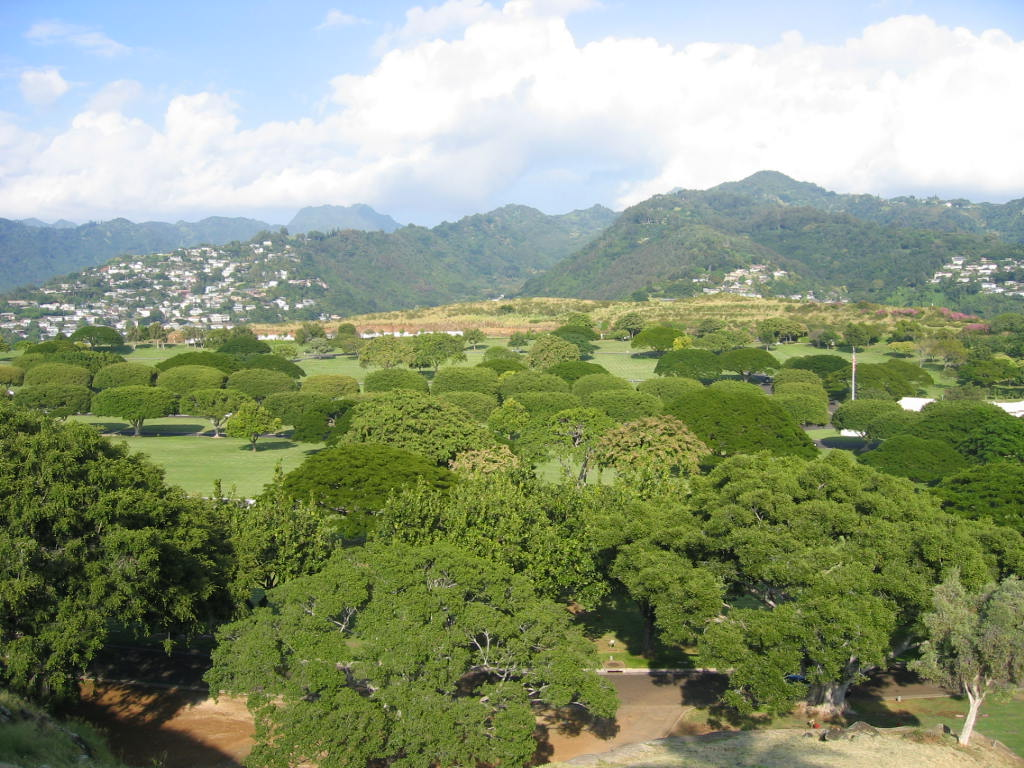
Національне меморіальне кладовище Тихого океану займає кратер Панчбоул